# Butchered at Birth
Butchered at Birth är Cannibal Corpses andra studioalbum, utgivet den 1 juli 1991 av skivbolaget Metal Blade Records.
"Butchered at Birth" spelades in i Tampa, Florida. Albumet förbjöds i många länder, och i vissa länder skulle man vara 18 år för att få köpa albumet. Albumet har även blivit mycket omtalat i USA för att innebära "en dålig påverkan på barn". Låttexterna innehåller extremt våldsamma skildringar av bland annat mord, våldtäkt, pedofili och nekrofili. 
Skivkonvolutet visar en zombie som dissekerar en kvinna. En annan zombie står med ett nyfött barn i famnen och i bakgrunden hänger det en massa döda nyfödda barn upp och ner från taket.

## Låtförteckning
Alla texter är skrivna av Chris Barnes. All musik är komponerad av Cannibal Corpse.
| Nr           | Titel                                  | Längd |
| ------------ | -------------------------------------- | ----- |
| 1.           | Meat Hook Sodomy                       | 5:46  |
| 2.           | Gutted                                 | 3:15  |
| 3.           | Living Dissection                      | 4:00  |
| 4.           | Under the Rotted Flesh                 | 5:04  |
| 5.           | Covered with Sores                     | 3:17  |
| 6.           | Vomit the Soul (Featuring Glen Benton) | 4:30  |
| 7.           | Butchered at Birth                     | 2:45  |
| 8.           | Rancid Amputation                      | 3:16  |
| 9.           | Innards Decay                          | 4:38  |
| Total längd: | Total längd:                           | 36:34 |

Bonusspår på 2002-utgåvan
1. "Covered with Sores" (live) – 3:59

## Medverkande
Musiker (Cannibal Corpse-medlemmar)
- Chris Barnes – sång
- Jack Owen – gitarr
- Bob Rusay – gitarr
- Alex Webster – basgitarr
- Paul Mazurkiewicz – trummor

Bidragande musiker
- Glen Benton (Deicide) – bakgrundssång på "Vomit The Soul"

Produktion
- Scott Burns – producent, ljudtekniker
- Eddy Schreyer – mastering
- Brian Ames – omslagsdesign
- Vincent Locke – omslagskonst, logo
- Joe Giron – foto